# Sándor Paulina
Szlavnicai és bajnai gróf Sándor Paulina Klementína Mária Walburga (Bécs, 1836. február 26. – Bécs, 1921. szeptember 28.) a neves Sándor család tagja.

## Élete
Édesapja Sándor Móric gróf (1805–1878), édesanyja Leontine Adelheid Maria Pauline Metternich von Winneburg grófnő (1811–1861, Klemens Wenzel Lothar von Metternich kancellárnak és első feleségének, Maria Eleonore von Kaunitz-Rietberg grófnőnek leánya). Testvére nem volt. Édesapját tartják az utolsó Sándornak, mert Paulina már osztrák neveltetésben részesült édesanyja családjánál. Részben az előkelőbb osztrák neveltetés miatt, részint apja zavarodottsága miatt neveltették „Metternich-módra”.

## Családja
Szülei jelölték ki férjét: édesanyjának féltestvérét, Richard Clemens Metternich von Winneburg grófot (Klemens Wenzel Lothar von Metternich kancellárnak és második feleségének, Maria Antonia von Leykam grófnőnek egyetlen fia). Három lányuk született (a leszármazottak egy ideig a Metternich-Sándor nevet viselték, magyar írásokban: Sándor-Metternich)
- Sophie Marie Antoinette Leontine Melanie Julie (1857–1941)
- Antoinette Pascalina (1862–1890)
- Klementine Marie Melanie Sophie Leontine Crescentia (1870–1963)